# Sistema del árbol del conocimiento

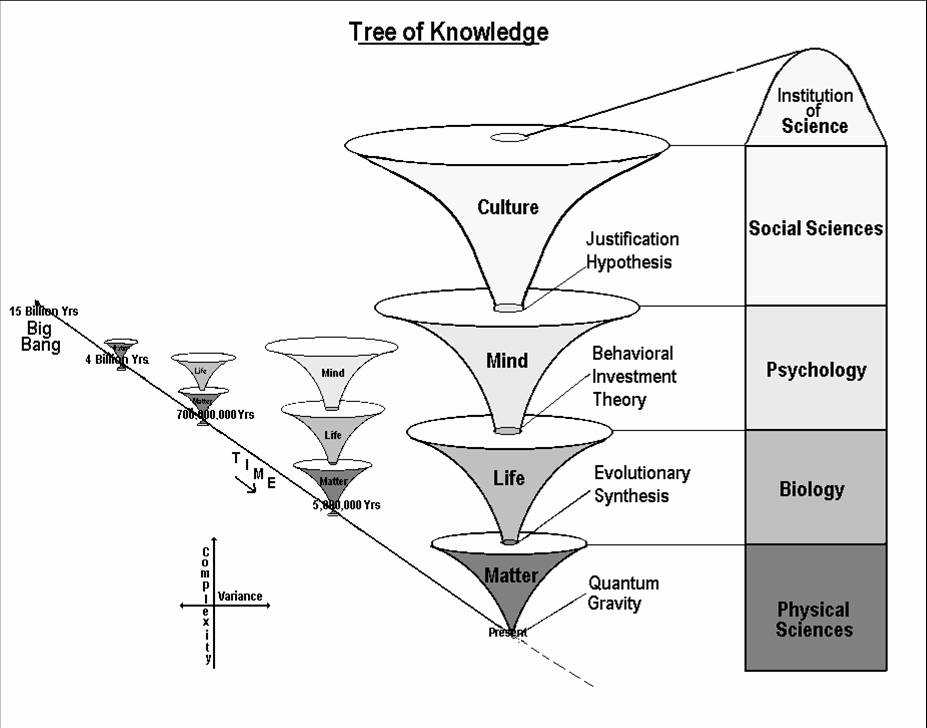
Gregg Henriques. Representación del Sistema del árbol del Conocimiento

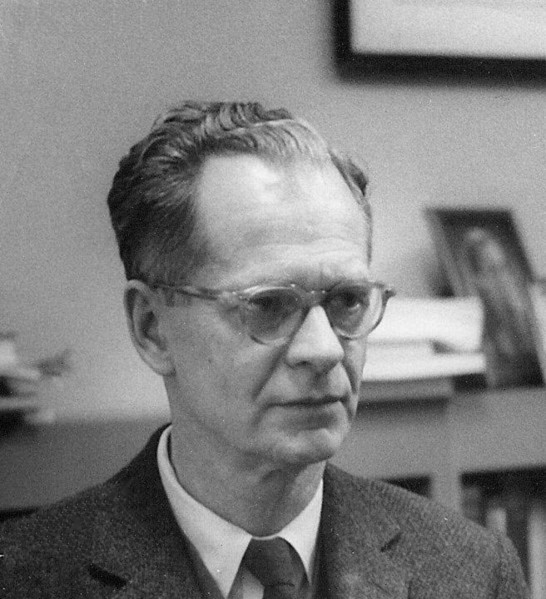
B.F. Skinner en Harvard circa 1950

El sistema del árbol del conocimiento (del inglés Tree of knowledge, ToK) es un enfoque teórico para la unificación de la psicología desarrollado por Gregg Henriques, profesor asociado y director del Programa de Doctorado Integrado Combinado en Clínica y Psicología Escolar de la Universidad James Madison.

## Publicación

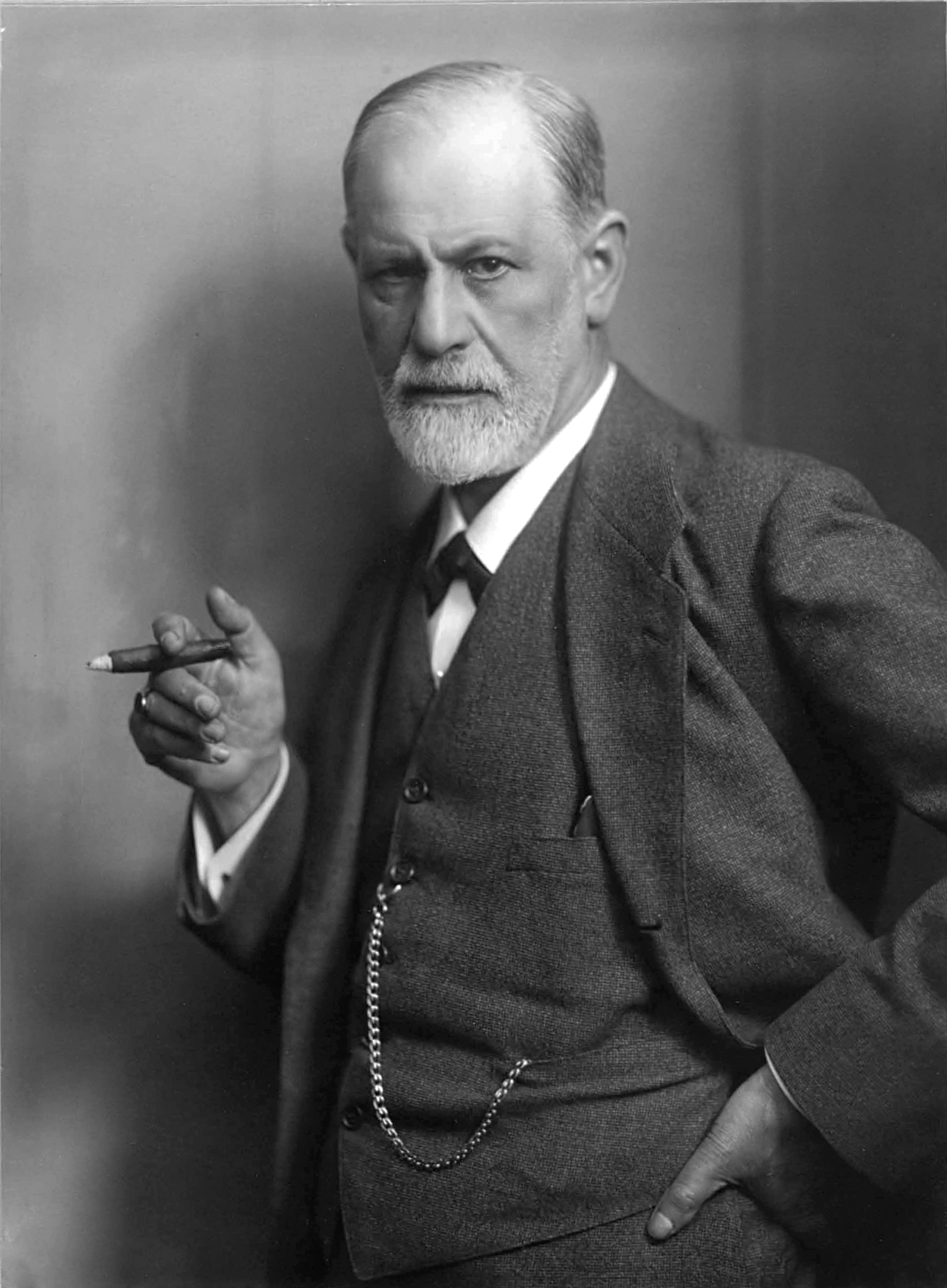
Sigmund Freud, por Max Halberstadt

El esquema del sistema fue publicado en 2003 en la Revista de Psicología General.  
Dos ediciones especiales de la Revista de Psicología Clínica en diciembre de 2004 y en enero de 2005 se dedicaron a la elaboración y evaluación del modelo. La última evaluación de este modelo apareció en un informe de diciembre de 2008 en un número especial de Teoría y Psicología''.

El sitio web oficial en el árbol del sistema de conocimiento afirma que el ToK es
"una nueva teoría unificada del conocimiento que mapea las piezas del rompecabezas científico de una manera novedosa que conecta la Mecánica Cuántica con los procesos sociológicos y todo lo que está en medio en un todo coherente. El aspecto más novedoso del ToK es su representación visuo-espacial del conocimiento que consta de cuatro dimensiones de complejidad (Materia, Vida, Mente y Cultura) que corresponden al comportamiento de cuatro clases de objetos (objetos materiales, organismos, animales y humanos), y cuatro clases de ciencia (física, biológica, psicológica y social)."

## El "problema de la psicología"

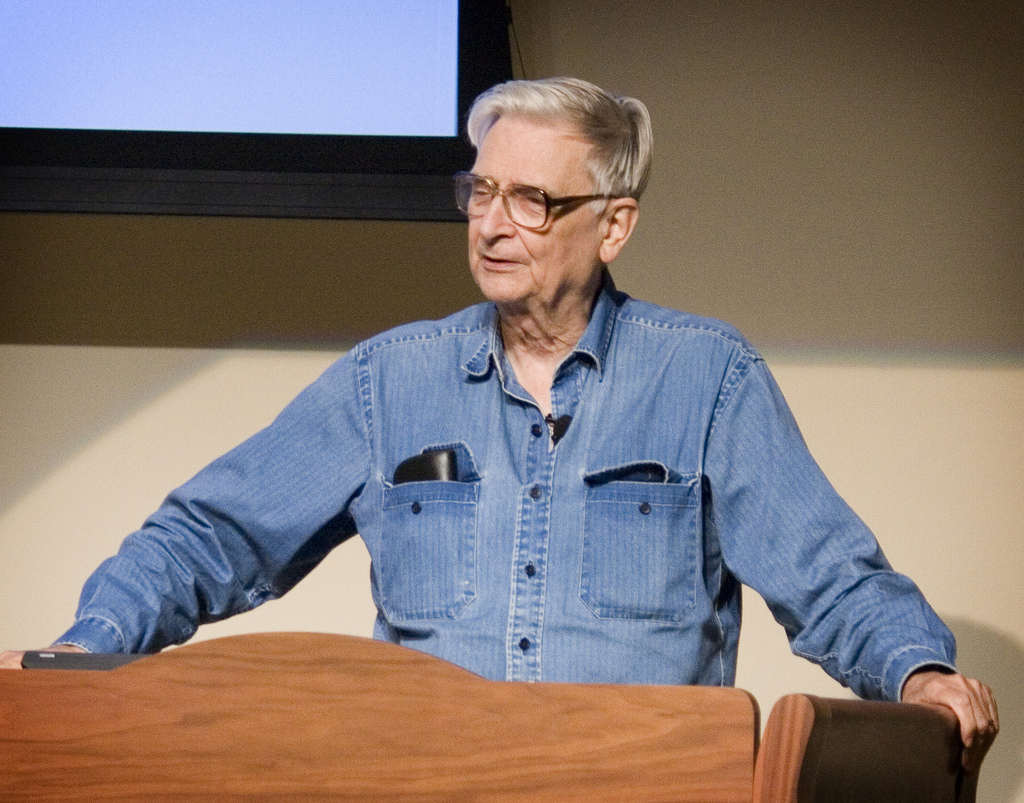
E O Wilson

Henriques argumenta que el problema más difícil en la psicología como disciplina es que, si bien existe una diversidad increíble ofrecida por los diferentes enfoques de la psicología, no existe un modelo de consenso de lo que realmente es la psicología.
Según el sistema de ToK, el "problema de la psicología", (como lo expresa Henriques), es que una definición clara, un tema acordado y un marco conceptual coherente han eludido a sus estudiantes en toda su historia. Además, argumenta que la tendencia patente de la psicología ha sido hacia la fragmentación teórica y sustancial y el aumento de la insularidad entre las "especialidades". En otras palabras, la disciplina se ha fragmentado en diferentes escuelas de pensamiento y metodología, sin un marco general para interpretar e integrar la investigación de diferentes áreas. En su mejor momento, los diferentes enfoques son una fortaleza de la psicología; diferentes enfoques conducen a ideas nuevas y evitan que los psicólogos se aferren a un paradigma que no explica un fenómeno. En el peor de los casos, los partidarios de una escuela en particular se aferran a sus creencias con respecto a la importancia relativa de su investigación y desconocen o ignoran los diferentes enfoques. En la mayoría de los casos, los psicólogos individuales tienen que determinar por sí mismos qué elementos de qué perspectiva aplicar y cómo integrarlos en su comprensión general.
El motivo de la fragmentación de la psicología, según el ToK, es que no ha habido un marco meta-teórico que permita a los académicos ponerse de acuerdo sobre las preguntas básicas que deben abordarse. Como tales, las diferentes escuelas de pensamiento en psicología son como los ciegos que agarran una parte del elefante y proclaman que han descubierto su verdadera naturaleza. Con su novedosa representación de las dimensiones evolutivas de la complejidad, el ToK permite a los estudiosos ver finalmente el elefante. En su artículo de la Revista de Psicología General de 2003," Henriques usó el sistema de ToK con el intento de aclarar y alinear las opiniones de B.F. Skinner y Sigmund Freud. Estas luminarias fueron elegidas porque cuando uno considera su influencia y oposición histórica, se puede argumentar fácilmente que representan dos escuelas de pensamiento que son las más difíciles de integrar. Henriques utilizó la meta-perspectiva ofrecida por el ToK para argumentar cómo se pueden retener las ideas clave de cada escuela de pensamiento, identificar errores y puntos de confusión, e integrar las ideas en un todo coherente.
El psicólogo cultural y de la personalidad, Michael Katzko, sin embargo critica la posición de Henriques sobre "el problema de la psicología":
   "Hay una muy buena razón para el escepticismo con respecto a las afirmaciones repetidas de que el único problema de la psicología, aplicable en toda la disciplina, ha sido identificado y que el Sistema de ToK lo resuelve. La razón está dada por el detalle con el que se han desarrollado las alternativas, ya sean estudios históricos de desarrollo institucional o comentarios críticos sobre la estructura retórica de la literatura de la psicología."

## El árbol del conocimiento

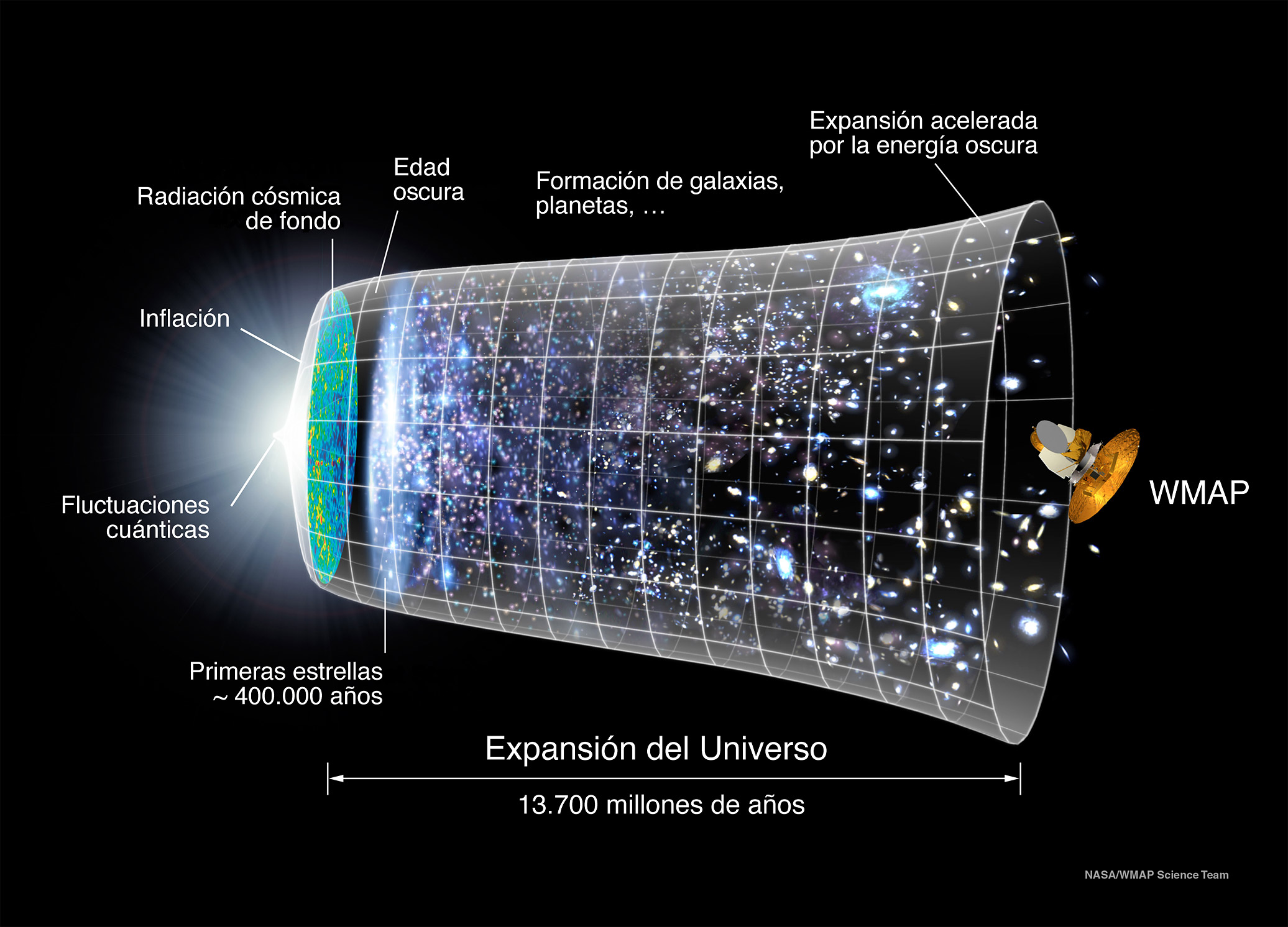
Expansión del universo tras el Big Bang

De alguna manera, el sistema del árbol del conocimiento refleja una jerarquía bastante común de la naturaleza y de las ciencias que ha sido representada de una manera u otra desde la época de Auguste Comte, quien en el siglo XIX usó una concepción jerárquica de la naturaleza para defender la existencia de la sociología. A pesar de su acuerdo superficial con una concepción estándar, el sistema ToK ofrece un conjunto de ideas que tienen implicaciones adicionales tanto para la ontología como para la epistemología. La afirmación ontológica hecha por el ToK, (y representada pictóricamente arriba), es que la evolución cósmica consiste en cuatro dimensiones separables de la complejidad, a saber, materia, vida, mente y cultura.
La dimensión del argumento de la complejidad es posiblemente uno de los aspectos más complicados del sistema. Muchos han argumentado que la naturaleza está nivelada jerárquicamente; por ejemplo, una lista de tales niveles podría ser partículas subatómicas, átomos, moléculas, células, estructuras orgánicas, organismos multicelulares, conciencia y sociedad. El sistema ToK abarca una visión de la naturaleza como niveles, pero agrega la idea de que también hay dimensiones de complejidad. La diferencia se puede ver pictóricamente. Una visión de la naturaleza que consiste únicamente en niveles tendría un solo "cono" de complejidad, mientras que el ToK representa cuatro "conos". El ToK postula que una dimensión separada de la complejidad emerge cuando un proceso de selección opera en una unidad de información. Así, según el ToK, la selección natural que opera en combinaciones genéticas da lugar a la dimensión de la Vida; la selección conductual que opera en combinaciones neuronales da lugar a la dimensión de la Mente; y la justificación que opera sobre combinaciones simbólicas da origen a la cultura.
El sistema ToK también ofrece una nueva epistemología que Henriques cree que avanzará hacia lo que E.O. Wilson denominó consiliencia. La conciencia es el entrelazamiento de los hechos y la teoría en una visión coherente y holística del conocimiento. El ToK ofrece perspectivas alternativas sobre cómo se obtiene el conocimiento, ya que describe a la ciencia misma como algo emergente de la cultura y como un tipo único de "sistema de justificación" que se basa en los valores de precisión y objetividad. Un "sistema de justificación", según Henriques, se refiere a cualquier sistema de creencias que emerge que coordina los comportamientos de los humanos individuales a las poblaciones humanas. Las cuatro dimensiones de la complejidad corresponden a cuatro clases amplias de ciencia: las ciencias físicas, biológicas, psicológicas y sociales.

### Materia

Modelo estándar de las partículas elementales

La dimensión de la materia se refiere al conjunto de objetos materiales y sus comportamientos a través del tiempo. De acuerdo con la cosmología moderna, se piensa que la materia surgió de una singularidad de energía pura en el Big Bang. El espacio y el tiempo también nacieron en ese punto. Los objetos de material no vivo varían en complejidad desde partículas subatómicas hasta moléculas orgánicas grandes. Las ciencias físicas (es decir, física, química, geología, astronomía) describen el comportamiento de los objetos materiales.

### Vida
La dimensión de la vida se refiere a los organismos y sus comportamientos a través del tiempo. Los objetos vivos se consideran un subconjunto único de objetos materiales. Así como las partículas cuánticas forman las unidades fundamentales de la complejidad material, los genes son las unidades fundamentales de la información viviente. Aunque muchas preguntas sobre el surgimiento de la vida siguen sin respuesta, de acuerdo con la biología moderna, el ToK postula que la selección natural que opera en combinaciones genéticas a través del tiempo es la teoría unificada de la biología y constituye el entendimiento fundamental para el surgimiento de la complejidad orgánica.

### Mente

Generalización mental del concepto de árbol

La mente / cognición en el sistema de ToK se refiere al conjunto de conductas mentales. Los comportamientos mentales son comportamientos de animales mediados por el sistema nervioso que producen un efecto funcional en la relación animal-ambiente. Como tal, Mente / cognición es esencialmente sinónimo de lo que los psicólogos del comportamiento han querido decir cuando usan el término comportamiento. Por lo tanto, una mosca que evita un matamoscas, una rata que empuja una barra o un humano que toma un trago de agua son todos comportamientos mentales. Mente no es sinónimo de sensibilidad o capacidad de experiencia mental, aunque se presume que tales procesos emergen en la dimensión mental / cognitiva. Cognición, en el sentido amplio del término, significa procesamiento corporal-neuro-social de la información. Mientras que la ciencia cognitiva representa el estudio naturalista de la mente, la psicología es un enfoque basado en la tradición de las humanidades, especialmente la filosofía. Por lo tanto, al definir la mente como comportamiento mental, Henriques argumenta que el sistema ToK proporciona una manera de salvar las diferencias epistemológicas entre las ciencias cognitivas y conductuales.

### Cultura

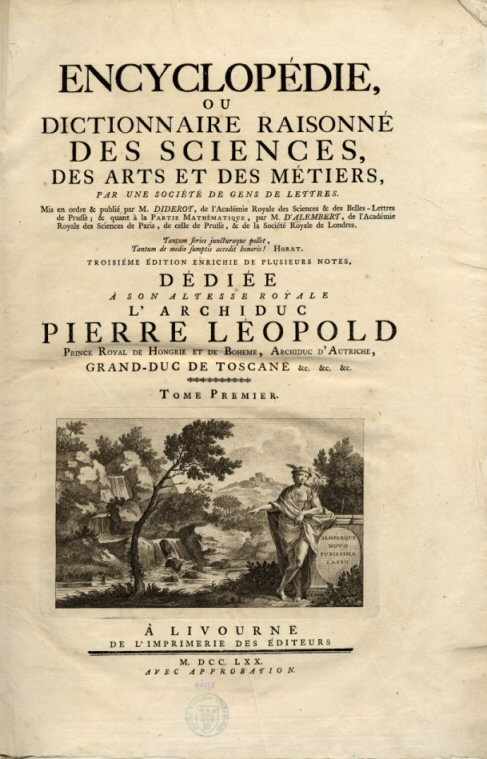
Encyclopédie. El procesamiento de la información surge con la dimensión cultural

La cultura en el sistema ToK se refiere al conjunto de comportamientos sociolingüísticos, que van desde estados nacionales a gran escala hasta justificaciones humanas individuales para acciones particulares. Así como el procesamiento de la información genética está asociado con la dimensión de la vida y el procesamiento de la información neuronal asociado con la dimensión de la mente, el procesamiento de la información surge con la dimensión cultural.

## Planteamientos teóricos

### Gravedad cuántica
Artículo principal: Gravedad cuántica
La gravedad cuántica se refiere a la fusión imaginada entre los pilares gemelos de la ciencia física que son la mecánica cuántica, el estudio de lo microscópico (por ejemplo, los electrones) y la relatividad general, la ciencia de lo macroscópico (por ejemplo, las galaxias). Actualmente, estos dos grandes dominios de la ciencia no pueden ser entretejidos efectivamente en una única teoría física del todo. Sin embargo, se está avanzando, especialmente a través de la teoría de cuerdas, la gravedad cuántica de bucles, la termodinámica del agujero negro y el estudio del universo primitivo. Algunas de las dificultades que combinan estos dos pilares de la ciencia física son de naturaleza filosófica y es posible que la visión macro del conocimiento ofrecido por el ToK pueda ayudar en la construcción de una teoría coherente de la gravedad cuántica. La razón por la que el ToK podría ayudar es que localiza el conocimiento científico en relación con el universo físico.

### Síntesis evolutiva moderna
Artículo principal: Síntesis evolutiva moderna
La síntesis evolutiva moderna se refiere a la fusión de la genética con la selección natural que se produjo en las décadas de 1930 y 1940 y ofrece un marco razonablemente completo para comprender la emergencia de la complejidad biológica. Aunque siguen existiendo importantes lagunas en el conocimiento biológico en torno a cuestiones como el origen de la vida y el surgimiento de la reproducción sexual, la síntesis evolutiva moderna representa el punto de articulación más completo y bien fundamentado.

### Teoría de la inversión conductual
La teoría de la inversión conductual (BIT) se propone como una fusión de la ciencia de la selección del conductismo con la ciencia de la información de la neurociencia cognitiva (observe el paralelo con la síntesis evolutiva moderna). La BIT postula que el sistema nervioso evolucionó como un sistema de control computacional cada vez más flexible que coordina el gasto de comportamiento de la energía del animal en su conjunto. El gasto de energía conductual se teoriza para calcularse en un sistema de valores de inversión construido evolutivamente a través de la selección natural que opera en combinaciones genéticas y ontogenéticamente a través de la selección conductual que opera en combinaciones neuronales. Como tal, las inversiones actuales en el comportamiento del animal se conceptualizan como el producto conjunto de los dos vectores de filogenia y ontogenia. Un elemento único de la BIT es que encuentra un núcleo de acuerdo y construye puentes entre cinco paradigmas de comportamiento cerebral: (1) ciencia cognitiva; (2) ciencia del comportamiento; (3) teoría evolutiva y genética; (4) neurociencia; y (5) cibernética / teoría de sistemas.
David C. Geary notó las similitudes entre su hipótesis del "motivo de control" y la Teoría de la Inversión del Comportamiento de Henriques, que se desarrollaron de manera independiente. Además, Geary sugirió que su modelo "parece [] llenar muchos de los mecanismos próximos y las presiones evolutivas que definen el punto de unión vida-mente, y proporcionó un marco para un mayor desarrollo del punto de unión mente-cultura".

### Hipótesis de la justificación
La hipótesis de la justificación (JH) es una propuesta novedosa que permite tanto la comprensión de la evolución de la cultura como la identificación de lo que hace a los humanos animales distintos. Un reclamo inicial básico de la JH es que el proceso de justificación es un componente crucial del comportamiento mental humano tanto a nivel individual como social. A diferencia de todos los demás animales, los seres humanos en todas partes piden y dan explicaciones de sus acciones. Argumentos, debates, dictados morales, racionalizaciones y excusas implican el proceso de explicar por qué los reclamos, pensamientos o acciones están justificados. En prácticamente todas las formas de intercambio social, desde la guerra a la política hasta las luchas familiares y la ciencia, los humanos están constantemente justificando sus comportamientos hacia sí mismos y para los demás.
La JH se puede resumir sucintamente de la siguiente manera: la evolución del lenguaje originó el problema de la justificación, y esta presión evolutiva finalmente dio como resultado el sistema de autoconciencia y la cultura humana. La JH lleva consigo tres postulados fundamentales.
- El primero es que la evolución del lenguaje debe haber creado el problema de la justificación, que es el problema de explicarse a los demás de una manera justificable.
- El segundo postulado es que el sistema de autoconciencia humana puede entenderse como un "filtro de justificación". Esta segunda afirmación vincula el análisis evolutivo con ideas clave de la teoría psicodinámica. Específicamente, la teoría psicodinámica postula que los impulsos socialmente injustificables se inhiben y se dan razones socialmente justificables para las acciones tomadas.
- El tercer postulado es que la cultura puede entenderse como sistemas de justificación a gran escala que coordinan el comportamiento de las poblaciones humanas. Se ve que los sistemas culturales evolucionan de la misma manera que los organismos en la evolución biológica: hay un proceso de variación, selección y retención de los sistemas de creencias que suponen una mayor capacidad de justificación.

## Cómo el ToK resuelve el problema de la psicología
El problema de la psicología, según el ToK, es su incoherencia conceptual, que Henriques identifica por lo siguiente:
1. No existe una definición acordada.
2. No hay un tema acordado.
3. Existe una proliferación de conceptos superpuestos y redundantes.
4. Hay un gran número de paradigmas con supuestos epistemológicos fundamentalmente diferentes.
5. La especialización se sigue enfatizando cada vez más a expensas de la generalización y, por lo tanto, el problema de la fragmentación solo crece.

Cuando las diversas concepciones de la psicología (p. Ej., Conductual, humanística, cognitiva) se ven a través de la lente del sistema de ToK, la psicología abarca dos dimensiones diferentes de la complejidad: la mental y la cultural. En otras palabras, la disciplina ha abarcado históricamente dos problemas fundamentalmente separados:
1. El problema del comportamiento animal en general, y
2. El problema del comportamiento humano a nivel individual.

Si, como se pensaba anteriormente, la naturaleza simplemente consistía en niveles de complejidad, la psicología no se definiría claramente en relación con la biología o las ciencias sociales. Y, de hecho, frecuentemente se sugiere que la psicología existe en un espacio amorfo entre la biología y las ciencias sociales. Sin embargo, con su dimensión de representación de complejidad, el sistema de ToK sugiere que la psicología puede definirse claramente como la ciencia de la mente, que es la tercera dimensión de la complejidad. Además, dado que el comportamiento humano existe en la cuarta dimensión, la psicología debe dividirse en dos dominios científicos amplios del:
1. Formalismo psicológico y
2. Psicología humana.

El formalismo psicológico se define como la ciencia de la mente y corresponde al comportamiento de los animales. La psicología humana se considera un subconjunto único del formalismo psicológico que trata del comportamiento humano a nivel del individuo. Debido a que el comportamiento humano está inmerso en el contexto sociocultural más amplio (nivel cuatro en el sistema ToK), la psicología humana se considera una disciplina híbrida que combina la ciencia pura de la psicología con las ciencias sociales. Es importante señalar que existen otras disciplinas que el sistema ToK clasificaría como "híbridas". La genética molecular, por ejemplo, es un híbrido entre la química y la biología, y la neurociencia es un híbrido entre la biología y la psicología. Al igual que con la concepción propuesta por Henriques de la psicología humana, ambas disciplinas adoptan una perspectiva de nivel de objeto (molecular y celular, respectivamente) sobre los fenómenos que simultáneamente existen como parte de los procesos del sistema de nivel meta (vida y mente, respectivamente).
Aunque David AF Haaga "felicitó el ambicioso, erudito y provocativo documento del Dr. Henriques", y "encontró que la taxonomía del Árbol del Conocimiento, los puntos teóricos conjuntos, la historia evolutiva y los niveles de propiedades emergentes son muy esclarecedores", hace las preguntas retóricas siguientes,
   "Si es tan difícil definir términos como 'psicología' con tanta precisión, ¿para qué molestarse? ¿Por qué no estamos de acuerdo en que todos tenemos al menos una idea aproximada de lo que es la psicología y nos tomamos el resto de la tarde libre? Después de todo, si el trabajo teórico o empírico mejora nuestra comprensión de algún aspecto del mundo o de nuestros compañeros, o mejora nuestra capacidad para ayudar a las personas a mejorar su bienestar físico o emocional, ¿qué diferencia hay si este trabajo se considera parte de ¿La psicología, la ciencia cognitiva, la neurociencia del comportamiento, la salud pública o lo que sea? Esto plantea la cuestión de para qué sirven las definiciones en general."
En una vena similar, Scott O. Lilienfeld, quien describió el esfuerzo de Henriques como "reflexivo", sostuvo que la psicología es "un concepto intrínsecamente borroso que resiste una definición precisa" y que "los intentos de definir la psicología [probablemente] obstaculizarán en lugar de fomentar la conciencia en todas las disciplinas". Lilienfield continuó sugiriendo que la brecha entre los científicos y los profesionales de la psicología no reside en los problemas de definición, sino en las diferentes "actitudes epistémicas" entre estos dos grupos. Afirmó que los científicos tienen una actitud epistémica de empirismo (donde las cuestiones relacionadas con la naturaleza humana se resuelven con evidencia científica) y que los profesionales tienen una actitud epistémica de romanticismo (donde las cuestiones de la naturaleza humana se resuelven por intuición). Lilienfeld sugirió que la solución para el abismo científico-profesional no es una definición, si "entrenar a futuros científicos clínicos para apreciar los ámbitos apropiados de romanticismo y empirismo dentro de la ciencia".

## Conciencia y comportamiento humano
Una pregunta frecuente y un punto de confusión en el sistema ToK es la definición y el significado de la conciencia. Como se mencionó anteriormente, la mente no es sinónimo de conciencia. Y, para entender la conciencia desde un punto de vista del ToK, es crucial reconocer que el término es a menudo ambiguo en su significado. Dos significados principales son la sensibilidad, que es la capacidad de la experiencia mental y la autoconciencia, que es la capacidad de ser consciente de la propia conciencia. La conciencia se conceptualiza como un fenómeno de "nivel 3", poseído por muchos animales distintos de los humanos y se define como una representación electro-neuro-química "percibida" de las relaciones entre el animal y el medio ambiente. El ingrediente del comportamiento neurológico que permite el surgimiento de la experiencia mental se considera el problema "difícil" de la conciencia y el sistema ToK no aborda esta pregunta explícitamente. En contraste, a través de la Hipótesis de Justificación (ver más arriba), el Sistema ToK implica un análisis muy directo del otro tema de la conciencia, el de la autoconciencia.
Otra pregunta frecuente que se plantea es "¿Dónde queda el comportamiento humano individual en el ToK?" Para analizar el comportamiento humano desde el contexto del ToK, uno usa el ToK como un prisma para separar las dimensiones del comportamiento en fisioquímico, biogenético, neuropsicológico y sociolingüístico. Así si imaginamos una conversación entre marido y mujer de la siguiente manera:
  Esposa: "Llegas tarde otra vez".
  Marido: "Por favor, ahora no. Fue un día estresante y el tráfico fue malo y sabes que si hay que hacer un trabajo, no puedo simplemente dejarlo".
Las palabras representan la dimensión sociolingüística y se entienden como una función de la justificación. Los sistemas de justificación se ven tanto a nivel individual, micro-social como social (es decir, el contexto de justificación en el que los hombres trabajan y las mujeres se quedan en casa). Las acciones del esposo y la esposa en términos de expresión facial, movimiento corporal, etc. se consideran la dimensión mental y se entienden como una función del comportamiento. La composición fisiológica de los sistemas de órganos y células de cada cuerpo es vista como la dimensión biogenética. Finalmente, la posición, la temperatura, la composición molecular se considera la dimensión fisicoquímica. Cada una de las dimensiones más básicas representa condiciones de posibilidad que permiten el surgimiento de la dimensión superior del proceso. Por lo tanto, el oxígeno insuficiente interrumpe los procesos orgánicos, lo que a su vez hace que los procesos neuropsicológicos y sociolingüísticos sean imposibles.

## Hacia la integración del conocimiento humano
Como se indicó anteriormente, el sistema ToK propone una nueva epistemología con el objetivo de llevar el conocimiento académico hacia lo que E.O. Wilson denominó consiliencia. La conciencia es el entrelazamiento de los hechos y la teoría en una visión coherente y holística del conocimiento. Henriques argumenta que el ToK ofrece nuevas perspectivas sobre cómo se obtiene el conocimiento porque describe cómo la ciencia emerge de la cultura y que las cuatro dimensiones de la complejidad corresponden a cuatro clases amplias de la ciencia: física, biológica, psicológica y social.
Henriques argumenta además que desarrollar un sistema de este tipo para integrar el conocimiento no es solo una empresa académica. Sugiere que en un mundo cada vez más complejo, el estado fragmentado del conocimiento puede verse como uno de los problemas sociales más apremiantes de nuestro tiempo. Henriques también cree que la historia parece dar fe de que la ausencia de una cosmovisión colectiva condena ostensiblemente a la humanidad a una serie interminable de conflictos que inevitablemente se derivan de sistemas de justificación localmente incompatibles, parcialmente correctos y localmente situados. Por lo tanto, desde la perspectiva de Henriques, existen buenas razones para creer que si hubiera un fondo general de explicación compartido, la humanidad podría lograr niveles mucho mayores de relaciones armoniosas.
En un artículo de 2008 sobre el ToK,
Henriques cita la llamada de Oliver Reiser de 1958 para unificar el conocimiento científico que Henriques implica que tiene un tema similar al ToK:
       "En este tiempo de tendencias divisorias dentro y entre las naciones, razas, religiones, ciencias y humanidades, la síntesis debe convertirse en el gran imán que nos orienta a todos... [Sin embargo] los científicos no han hecho lo posible para integrar cuerpos de conocimiento creados por la ciencia en una interpretación unificada del hombre, su lugar en la naturaleza y sus potencialidades para crear la buena sociedad. En cambio, nos están sepultando en catacumbas de aprendizaje oscuras y sin sentido."
Con su descripción de las dimensiones de la complejidad y los puntos conjuntos teóricos entrelazados, Henriques cree que su sistema ToK ofrece nuevas vías que podrían permitir a los académicos cumplir con la llamada de Reiser para la síntesis académica. Henriques, al igual que Reiser, cree que con un sentido de propósito compartido y un fondo de explicación común, las personas podrían aún ser capaces de integrar cuerpos de conocimiento en una interpretación unificada de la humanidad, con el lugar de la humanidad en la naturaleza y sus potencialidades para crear una sociedad equilibrada.